# Сікайн (царство)
Сікайн або Сагаінг — держава на території сучасної Центральної М'янми з однойменною столицею, яка відокремилася від царства Пінья. Вела тривалі війни проти останнього, а потім з шанськими князівствами. 1364 року знищило Піньї. 1365 року столицю перенесено до м. Ава, чим створено нове царство Ава.

## Історія
1315 року принц Союн, молодший син Тхіхатху, царя Піньї, втік на північ де в містечку Сікайн заснував нову державу. Він отримав допомогу від лісових монастирів, що ще більше зміцнило його становище. У 1316 і 1317 роках було відбито напади військ Піньї. Політичне становище Сікайна поліпшилося у 1317 році внаслідок повстання залежних держав Піньї на півдні. Втім у 1318 року довелося визнати зверхність Піньї.
1325 року після смерті Тхіхатху царство Сікайн отримала повну незалежність. Втім довелося воювати проти правителів Піньї, які також боролися між собою. До 1330 року вдалося відбити усі напади з півдня. Але з 1336 році в самому Сікайні почалася боротьба за владу, внаслідок чого протягом нетривалого часу змінилося декілька володарів. Стабілізація ситуація сталася на початку 1340-х років.
З1351 рокувідбувалосязближеннязцарством Пінья передзагрозою з боку шанських князівств, що почали здійснювати напади на Сікайн й Пінью. У 1356 року шани потужно вдерлися на землі Сікайну, а у 1358—1359 року ворог захопив північні території царства. Водночас зазнала потужного удару Пінья. У 1362—1363 роках Сікайн зазнав нового потужного вторгнення шанського князівства Муанг Мо, внаслідок чого більшість провінцій було сплюндровано. 1364 року спільні війська Муанг Мо і Піньї взяли в облогу місто Сікайн, яке впало, а цар Мінб'яук Тхіхапате загинув.
Але його небіж Тадомінб'я продовжив боротьбу. Скориставшись суперечкою Маун Мо і Піньї у 1364 році відновив владу в Сікайні, а невдовзі завдав поразки Узані II, захопивши Пінью. У вересні він прийняв титул царя Сікайна й Піньї. На початку 1365 року заснував нову столицю Ава, від назву якої стала йменуватися об'єднане царство.

## Устрій
Цар призначав міністрів (аматів — від санскритського «амат'я»), які формували своєрідну раду міністрів (хлутто) з 5 аматів на чолі із головним аматою (махасманом). Окрім останнього іншими аматами були командувач військами, верховний суддя, верховний регистратор, очільник скарбниці. Амати водночас були намісниками найбільших провінцій (таінг), які поділялися на округи (туїки), які складалися з міо (міст) та іва (сіл). Зовнішнім поясом було «кільце» васальних держав.

## Військо
Основу становила кіннота, але не була сильно чисельною. При нападі ворога відбувалася мобілізація, зокрема й ченців.

## Економіка
Основу становило землеробство. Втім постійно відчувався брак гідної землі. Водночас вібувалося протистояння з лісовими монастирями, що намагалися розширити свої земельні володіння, з яких не сплачували податки.

## Релігія
Правителі підтримували поширення буддійської секти арі, основу якої становили тантричнні практики. Саме ченці з цієї секти підтримали заснування окремої держапви Сікайн.